# Dingdong Dantes
José Sixto Raphael Gonzalez Dantes III, meglio noto come Dingdong Dantes (Quezon City, 2 agosto 1980), è un attore, modello, conduttore televisivo e produttore cinematografico filippino.

## Biografia
Nato a Quezon City all'interno di una famiglia agiata, inizia la propria carriera come attore bambino facendo da comparsa all'interno di alcune pellicole a cavallo tra gli anni ottanta e novanta.
Alternando alla carriera di attore quella di modello, successivamente entra a far parte di diverse serie per adolescenti affiancando attrici come Antoinette Taus (in progetti quali Anna Karenina e T.G.I.S.) e Tanya Garcia. Con quest'ultima, in particolare, ottiene il suo primo ruolo da protagonista in Sana ay Ikaw na Nga, popolare serie televisiva di GMA Network andata in onda tra il 2001 e il 2003. Divenuto quindi uno dei volti di punta della rete fondata da Robert Stewart, la sua carriera televisiva è definitivamente lanciata nel 2007 quando è scelto come protagonista di Marimar assieme alla futura moglie Marian Rivera.

### Vita privata
Dal 2005 al 2008 ha avuto una relazione con la cantante Karylle. Sul finire del 2008 viene fotografato insieme all'attrice Marian Rivera, conosciuta sul set di Marimar l'anno precedente; i due si fidanzano ufficialmente nell'agosto 2012 e convolano a nozze in una cerimonia presso la Cattedrale di Cubao il 30 dicembre 2014. La coppia ha due figli: Maria Letizia (nata il 23 novembre 2015) e José Sixto IV (nato il 16 aprile 2019).